# 晕轮轨道

围绕,, or 拉格朗日点旋转的天体的晕轮轨道（不是等比例的）

在太空动力学的三体问题中，晕轮轨道是一种靠近L1, L2或 L3 拉格朗日点周期性的三维轨道。虽然拉格朗日点只是太空中空无一物的一个点，但奇特的是能围绕它旋转。晕轮轨道被看作是两个行星性物体的引力、科氏力和离心力互相作用于航天器的结果。晕轮轨道存在于任意一个三体系统中，如日-地系统和地-月系统。每一个拉格朗日点都同时存在北晕轮轨道和南晕轮轨道。由于晕轮轨道倾向于不稳定状态，需要轨道位置固定技术将卫星保持在轨道上。
晕轮轨道上的大多数卫星都用于科学目的，例如用于太空望远镜。

## 定义与历史
罗伯特·威拉德·法夸尔（Robert W. Farquhar）率先将“晕轮轨道”这一名称用于他的1968年博士论文中。法夸尔支持在阿波罗任务中，在地月系统L2点使用航天器用作通讯中继站。在这样的一条晕轮轨道上的航天器将会连续地看到地球和月球的远端。但是最终，在阿波罗以往的月球背面登月任务中，通信中继卫星或阿波罗联合任务都没有停泊在L2点。
在1973年法夸尔和艾哈迈德·卡梅尔（Ahmed Kamel）发现当利薩如軌道（Lissajous orbit）的面内振幅足够大时，就会有一个相应的具有相同周期的面外振幅，因此该轨道不再是利萨如轨道，而变成类似于椭圆的轨道，他们使用解析表达式来表示这些晕轮轨道。在1984年，凯瑟琳·豪威尔（Kathleen Howell）表明能用数值计算出更精确的轨迹。此外，她发现大多数的两个天体（例如地球和月球）的质量比值所计算出的结果，都表明有一系列稳定的轨道。
晕轮轨道的第一个应用的任务是1978年发射的国际彗星探测器。它行进至日地L1点，在那里逗留了数年时间。晕轮轨道应用的第二次任务是欧空局和美国国家航空航天局研究太阳的联合任务：太阳和太阳圈探测器（SOHO）。1996年，它抵达日地L1点，它使用一条与国际彗星探测器相似的轨道。虽然从那以后的数个其他任务曾行进到过拉格朗日点，但是它们一贯使用非周期性变化的利萨如轨道，而非真实的晕轮轨道。如2001年发射的起源号探测器，该探测器是动态系统理论的应用先驱，以找到低能转移轨道的方法。
法夸尔的设想于2018年6月实现。中国航天局在2018年6月14日将鹊桥号中继卫星成功移动至地月拉格朗日L2点的晕轮轨道。 2019年3月，嫦娥四号使用鹊桥中继卫星进行了软着陆，并传回了月球背面的图像。